# Friedrich Wilhelm Sartorius
Friedrich Wilhelm Sartorius (* 6. oder 7. Februar 1715 in Danzig, Polen-Litauen; † 26. Juni 1784 in Lübben, Kurfürstentum Sachsen) war lutherischer Generalsuperintendent der Niederlausitz von 1747 bis 1784.

## Leben
Der Danziger Schulrektor Johann Sartorius war wahrscheinlich sein Großvater. Der Vater Christoph Wilhelm Sartorius war Leibarzt von König Carl XII. von Schweden. Friedrich Wilhelm Sartorius studierte in Wittenberg evangelische Theologie. 1734 (?) wurde er Hilfsprediger und Schulrektor in Lübben und 1741 dort Archidiakon. Seit 1747 war Friedrich Wilhelm Sartorius Generalsuperintendent der Niederlausitz, damit auch Oberpfarrer (Pastor primarius) in Lübben, Oberaufseher aller Schulen der Niederlausitz und Assessor am Konsistorium.
Friedrich Wilhelm Sartorius veröffentlichte einige theologische Schriften, darunter Predigten.
Er war mit Johanna Christiane, Tochter des Lehn- und Gerichtssekretärs Johann Gottfried Klinguth aus Lübben, in erster Ehe verheiratet. Söhne waren
- Friedrich Wilhelm Carl Sartorius (1753–1832), sächsischer Hof- und Gerichtsrat
- Friedrich Wilhelm Jason Sartorius (1760–1831), Oberpfarrer in Bautzen.

1766 heiratete er Dorothea Wilhelmine, Tochter des Accisinspectors und Bürgermeisters von Sorau August Wilhelm Köhler, in zweiter Ehe.